# Maxette Pirbakas
Maxette Pirbakas (ur. 14 kwietnia 1975 w Pointe-à-Pitre) – francuska rolniczka, działaczka związkowa i polityk związana z Gwadelupą, posłanka do Parlamentu Europejskiego IX kadencji.

## Życiorys
Zawodowo związana z rolnictwem. Została także działaczką związkową, wybrana na przewodniczącą oddziału federacji związków rolniczych FNSEA na Gwadelupie. W wyborach w 2019 z ramienia Zjednoczenia Narodowego uzyskała mandat eurodeputowanej IX kadencji. W 2022 odeszła z RN, wspierając w kampanii prezydenckiej Érica Zemmoura i powołane przez tegoż ugrupowanie Reconquête.